# Монако на літніх Олімпійських іграх 2004
Монако на літніх Олімпійських іграх 2004 було представлене 3 спортсменами в 3 видах спорту.

## Склад збірної

### Легка атлетика
- Себастьян Гаттусо

Брав участь у змаганнях з бігу на 100 метрів. У першому раунді показав час 10,58 секунд та посів 7 місце з 10, що не дозволило йому пройти до подальших змаганнях (у загальному заліку став 54-м). Разом з тим, показаний час дозволило встановити новий національний рекорд у бігу на 100 метрів.

### Стрільба
- Фаб'єн Пасетті

Брала участь у змаганнях з пневматичною гвинтівкою у стрільбі на 10 метрів. Не пройшла до фіналу, посівши 43 місце у кваліфікації з 382 очками.

### Плавання
- Жан Лоран Равера

Брав участь у запливі на 100 метрів вільним стилем, пропливши дистанцію за 56,47 секунд (за результатами змагань 62-й результат).

## Офіційні особи
- Голова: Альберт II, князь Монако
- Генеральний секретар: Іветта Лмбін-Берті